# Strassen (Luxemburgo)
Strassen é uma comuna do Luxemburgo, pertence ao distrito de Luxemburgo e ao cantão de Luxemburgo.

## Demografia
Dados do censo de 15 de fevereiro de 2001:
- população total: 5.901
  - homens: 2.910
  - mulheres: 2.991

- densidade: 550,98 hab./km²

- distribuição por nacionalidade:

| Nacionalidade  | População | %      |
| -------------- | --------- | ------ |
| luxemburgueses | 2.970     | 50,33% |
| estrangeiros   | 2.931     | 49,67% |
| - portugueses  | 528       | 8,95%  |
| - franceses    | 526       | 8,91%  |
| - italianos    | 364       | 6,17%  |
| - belgas       | 383       | 6,49%  |
| - alemães      | 205       | 3,47%  |
| - iuguslavos   | 107       | 1,81%  |
| - outros       | 818       | 13,86% |

- Crescimento populacional: